# Арсентьевское сельское поселение
Арсе́нтьевское се́льское поселе́ние — упразднённое сельское поселение в Кемеровском районе Кемеровской области. Административный центр — посёлок Разведчик.

## История
Поселок Арсентьевка, давший название поселению, и ближайшие к нему деревни были основаны переселенцами Столыпинской реформы в 1905 году. С 1920 года Арсентьевская волость входила в состав Щегловского уезда Томской губернии, затем с 4 сентября 1924 года в Кемеровский район Томской губернии, затем Сибирского края, Западно-Сибирского края. С 1936 по 1956 год Арсентьевский сельский Совет входил в состав Барзасского района. 13 января 1953 к Арсентьевскому сельскому Совету присоединен Вотиновский сельский Совет. С 1956 по 1963 год Арсентьевский сельский Совет входил в состав Кемеровского района Кемеровской области.
С 1963 года населённые пункты, входящие в Арсентьевскую территорию, вошли в Берёзовский промышленный район, а с 11 января 1965 года — в город Берёзовский. В соответствии с Законом Кемеровской области «О статусе и границах муниципальных образований» с 01 января 2006 г. в состав Арсентьевского сельского поселения полностью вошли населенные пункты Успенского сельского территориального управления (Успенского сельского Совета). Арсентьевское сельское поселение в состав Кемеровского района перешло 1 января 2006 года.

## Население
| 2010  | 2011  | 2012  | 2013  | 2014  | 2015  | 2016  |
| ----- | ----- | ----- | ----- | ----- | ----- | ----- |
| 1872  | ↗1875 | ↘1857 | ↘1817 | ↘1782 | ↘1702 | ↘1674 |
| 2017  | 2018  | 2019  |       |       |       |       |
| ↘1656 | ↘1558 | ↘1498 |       |       |       |       |

## Состав сельского поселения
| №  | Населённый пункт  | Тип населённого пункта          | Население |
| -- | ----------------- | ------------------------------- | --------- |
| 1  | Арсентьевка       | посёлок                         | 125       |
| 2  | Бердовка          | посёлок                         | 18        |
| 3  | Вотиновка         | посёлок                         | 60        |
| 4  | Дмитриевка        | деревня                         | 34        |
| 5  | Нижняя Суета      | село                            | 30        |
| 6  | Разведчик         | посёлок, административный центр | 1034      |
| 7  | Ровенский         | посёлок                         | 100       |
| 8  | Сосновка          | посёлок                         | 46        |
| 9  | Сосновка-2        | посёлок                         | 168       |
| 10 | Успенка           | посёлок                         | 248       |
| 11 | Юго-Александровка | посёлок                         | 9         |

## Экономика
Основным видом экономической деятельности на территории поселения является угольная промышленность. На территории поселения осуществляют добычу 6 угольных предприятий, зарегистрировано в органах статистики на территории района — 3: ОАО «Шахта Первомайская» и ООО ОЭУ «Блок № 2 шахта Анжерская — Южная», ЗАО «Шахта Южная».
На втором месте по значимости находится лесная промышленность. На территории расположены 3 лесхоза: ГУКО Кемеровский лесхоз (филиал), Барзасский лесхоз (Барзасское и Успенское лесничества), Анжерский лесхоз (Невское лесничество). Имеется также ИП «Якименко» по заготовке и переработке леса.
Определенную роль в экономическом развитии территории играют предприятия малого бизнеса в сфере торговли и общественного питания (11 предприятий), включая придорожный сервис по федеральной трассе М-53 «Байкал». Имеется также предприятие по разведке недр — это ООО «Запсибгеология», имеющее производственную базу в пос. Разведчик.
Сельское хозяйство представлено исключительно ЛПХ в количестве 850 дворов. Территории характерна скудость земельных ресурсов сельскохозяйственного назначения. Последнее сельскохозяйственное предприятие прекратило свою деятельность в 1959 году.

## Инфраструктура
Социальная сфера представлена следующими объектами:
- Образование: 2 средние общеобразовательные школы: Арсентьевская (включая начальную школу в пос. Сосновка−2 и детский сад «Малинка») и Успенская;
- Культура: 2 клуба (пос. Успенка и пос. Сосновка-2), 1 ДК «Геолог» (пос. Разведчик), 3 филиала центральной районной библиотеки;
- Здравоохранениеми школами: асредними общеобразовательными школами: арсентьевской (включая начальную школу в пос. ого питания: 1 общеврачебная практика (пос. Разведчик), 2 ФАПа (пос. Успенка и пос. Сосновка-2)

Рыночная инфраструктура:
- Сберкасса
- 3 почтовых отделения (пос. Разведчик, пос. Успенка, пос. Сосновка-2)
- 2 АТС (пос. Разведчик, пос. Успенка).

Рынок потребительских услуг: 5 продовольственных магазинов, 4 придорожных кафе.
Имеется 2 предприятия ЖКХ: ИП Терентьева обслуживает пос. Успенка и село Нижняя Суета и ООО «Контур» обслуживает население пос. Разведчик, пос. Арсентьевка, пос. Сосновка-2, пос. Вотиновка.